# Атентат в „Крокус Сити Хол“
Атентатът в „Крокус Сити Хол“ е извършен на 22 март 2024 г. в концертна зала „Крокус Сити Хол“ в град Красногорск, Московска област, Русия. Атаката започва малко преди руската група „Пикник“ да изнесе концерт в залата. Четирима въоръжени мъже започват масова стрелба, както и нападения с ножове и използват запалителни устройства.
Разследващите заявяват, че са загинали най-малко 143 души и повече от 360 са ранени.
Ислямска държава – провинция Хорасан, базиран в Афганистан регионален клон на Ислямска държава, поема отговорност в изявление чрез свързаната с нея агенция Amaq News Agency малко след атаката. Amaq публикува и видео от нападението, заснето от един от терористите. На него се вижда как нападателите стрелят по хората и прерязват гърлото на жертва, докато снимащият нападател рецитира такбир, възхваляващ Бог и говори срещу неверниците.
Нападението е най-голямата терористична атака в руската история, която по брой на жертвите отстъпва само на терористичната атака в Беслан, Северна Осетия през 2004 г. когато са убити 333 души и ранени 783, много от които – деца.

## Предупреждения
На 7 март руските служби за сигурност обявяват, че са осуетили атака срещу синагога. В същия ден американското посолство в Москва предупреждава за възможността от екстремистки планове в следващите 48 часа, прицелени в големи струпвания от хора в Москва. Шест мисии на други западни държави издават подобни предупреждения за атаки на обществени места, включително концерти. На 9 март 2024 г. двама казахстански граждани са убити при престрелка със служители на антитерористичните служби.
В свое изказване пред руската служба за сигурност на ФСБ на 19 март 2024 г. руският президент Владимир Путин квалифицира предупрежденията от западните посолства като „провокативни“ и заявява, че „всичко това напомня за откровено изнудване", чиято цел е „да се изплаши и дестабилизира нашето общество“.
Канада и Обединеното кралство също издават подобни предупреждения на своите граждани в Русия.

## Нападение
На 22 март 2024 г. руската група „Пикник“ трябва да изнесе концерт в „Крокус Сити Хол“, билетите за който са разпродадени. Около 20 часа московско време, преди групата да започне представлението си, поне петима маскирани и въоръжени мъже откриват огън по тълпата в претъпкана зала с автоматични пушки. Нападателите също така детонират бомби и хвърлят коктейли Молотов в залата.
Към 21:32 часа настъпва взрив, а минути по-късно покривът частично се срутва. Някои от стрелците се барикадират в сградата. В отговор са изпратени части на Федералната служба на войските на Националната гвардия на Руската федерация (Росгвардия), които да търсят нападателите. Оцелелите се транспортират с медицински вертолети и 70 линейки, а пожарникарите овладяват огъня. Няма пострадали сред музикантите от група „Пикник“.
Руското министерство на външните работи определя инцидента като терористична атака, а отговорност за нея поема афганистанският клон на международната терористична организация „Ислямска държава“ – „Хорасан“, известна на английски като ISIS-K. Следственият комитет на Руската федерация започва наказателно дело по чл. 205 от Наказателния кодекс на РФ („Тероризъм“).
На 23 март Федералната служба за сигурност на Русия (ФСБ) съобщава, че е задържала 11 души, включително четирима, пряко замесени в атентата в „Крокус Сити Хол“. Броят на потвърдените жертви продължава да се увеличава, а според губернатора на Московска област ще нарасне значително.
До 07:00 ч. на 23 март пожарът е локализиран и почти потушен. Пуснат е видеозапис, показващ големи щети по сградата, като покривът и горните редове на концертната зала са напълно срутени. Към 11:30 ч. същия ден пожарът е напълно потушен.

## Жертви
| Гражданство | Загинали |
| ----------- | -------- |
| Русия       | 136      |
| Беларус     | 3        |
| Киргизстан  | 2        |
| Армения     | 1        |
| Азербайджан | 1        |
| Молдова     | 1        |
| Общо        | 144      |

Атаката причинява смъртта най-малко на 139 души. Освен огнестрелни рани, някои от смъртните случаи са причинени от вдишване на дим. Според руския министър на здравеопазването Михаил Мурашко при атаката са ранени пет деца. Най-малко три деца са убити, докато най-възрастната жертва е жена на 70 години. Повечето от жертвите са от северозападния край на Москва, включително Красногорск и Химки. Една арменка и нейният съпруг азербайджанец са сред убитите. Граждани на Беларус, Киргизстан и Молдова са сред убитите. Посолството на Киргизстан в Москва заявява, че двама от неговите граждани, които са работили в „Крокус Сити Хол“ в деня на нападението са изчезнали.
Издирването на жертвите приключва на 23 март. Дотогава са идентифицирани най-малко 29 смъртни случая. Министерството на здравеопазването на Москва заявява, че очаква да приключи идентификацията на телата след две седмици.
Членовете на рок бандата Пикник публикуват в Instagram, че те и техният мениджмънт са „живи и в безопасност“, като ТАСС по-късно съобщава, че са били евакуирани; обаче групата по-късно твърди във VK, че един човек от екипа на групата е изчезнал. По-късно в Instagram на групата е разкрито, че асистент-режисьорът им е сред жертвите.

## Разследване
Към 23 март 11 души са задържани, включително четиримата заподозрени нападатели в бяла кола, които са заловени на 376-ия километър от магистрала М3, водеща до украинската граница (140 километра), близо до село Хацун в Брянска област и на около 340 километра югозападно от Москва, вечерта на 22 март. Русия се координира с беларуските сили за сигурност, за да попречи на заподозрените да преминат границата между Беларус и Русия. Следственият комитет на Русия започва криминално терористично разследване на нападението.
Депутатът от Държавната дума Александър Хинщайн заявява, че таджикски паспорти са открити в автомобила на задържаните, а руският канал Telegram Baza идентифицира четиримата нападатели като граждани на Таджикистан. Министерството на вътрешните работи на Таджикистан отрича участието на тримата свои граждани, заявявайки, че лицата, посочени в откритите паспорти са се върнали в Таджикистан месеци по-рано и са работили там. В телефонен разговор с Путин президентът на Таджикистан Емомали Рахмон обявява, че „терористите нямат националност, родина и религия.“ Тъй като Таджикистан е подписал споразумение за двойно гражданство с Русия през 90-те години, е възможно извършителите да имат двойно гражданство.
На 24 март четирима заподозрени, Далерджон Мирзоев, 32 г.; Сайдакрами Рачабализода, 30 г.; Шамсидин Фаридуни, 25 г.; и Мухамадсобир Фаизов, 19 г., се явяват пред Басманния районен съд в Москва и са обвинени в тероризъм. Мирзоев, Рачабализода и Фаридуни се признават за виновни по време на изслушването. Всички показват признаци на насилие над тях. Те имат лицеви наранявания и натъртвания и Рачабализода се появява с превръзка, покриваща липсващото му дясно ухо. Фаизов е доведен в съда в инвалидна количка, облечен в болнична престилка и изглежда без око. Наложено им е да останат в следствения арест поне до 22 май.
Относно предположенията за изтезания, говорителят на Кремъл Дмитрий Песков съобщава, че „оставя този въпрос без отговор.“ Кратко видео в Telegram показва, че Рачабализода е измъчван от агенти на ФСБ, които са отрязали ухото му и са го принудили да го изяде. В друго видео за разпит, публикувано от руските държавни медии, Фаридуни казва, че е участвал в атаката в замяна на 1 милион рубли ($11812), половината от които той твърди, че вече е получил чрез превод на карта от лица, които са се свързали с него в Telegram и чиято самоличност той не знае. Изтекла снимка показва, че Фаридуни очевидно е измъчван, като гениталиите му са ударени с полеви телефон TA-57.
Заподозрените са официално идентифицирани като граждани на Таджикистан. Мирзоев, който е представен като ръководител на атаките, има изтекло разрешение на пребиваване в Новосибирск. Според Agentstvo трима от четиримата мъже са прекарали няколко месеца в Русия, но не са попаднали на вниманието на руските власти; Meduza твърди, че според източник предполагаемите извършители са се срещнали 3 – 4 седмици преди атаката. Izvestia твърди, че двама от въоръжените мъже са получили инструкции, когато са пътували до Турция. Анализ на The New York Times съпоставя дрехите на четиримата заподозрени с въоръжените мъже в нападението. Ако бъдат осъдени, четиримата могат да получат доживотен затвор.
На 25 март пред съда се явяват още трима заподозрени, които са задържани до 22 май. Те са идентифицирани като баща, Исроил Исломов и двамата му синове, Аминчон Исломов и Диловар Исломов, и са обвинени в подпомагане и съучастие в тероризма. Диловар Исломов е предишният собственик на колата, с която четиримата заподозрени нападатели бягат от местопрестъплението.
На 26 март друг заподозрян, идентифициран като Алишер Касимов, се явява в съда. Той дава апартамента си под наем на четиримата заподозрени нападатели и също е затворен в предварителния арест до 22 май.
На 28 март е задържан друг заподозрян, но самоличността му не е съобщена. Следственият комитет на Русия заявява, че заподозреният е участвал във „финансирането“ на нападението.
В Таджикистан властите арестуват девет души от Вахдатски район по подозрение за съучастие с нападателите на 25 март.

## Заподозрени
ФСБ обявява, че единадесет души са арестувани във връзка с атаките, като осем от тях са се явили в съда към 26 март.

### Предполагаеми въоръжени лица
Четирима таджикски граждани са обвинени в извършването на клането:
- Далержон Баротович Мирзоев, роден на 23 ноември 1991 г. (32 г.). Родом от Таджикистан, Мирзоев е получил временно разрешение за пребиваване за три месеца в Новосибирск. Въпреки това РИА Новости съобщава, че регистрацията му е изтекла.[81][82]
- Сайдакрами Мурадали Рачабализода, роден на 4 февруари 1994 г. (30 г.), информира съда, че притежава руски документи за пребиваване, но признава, че не може да си спомни местонахождението им. Той комуникира чрез преводач. Роден и израснал в град Вахдат, той напуска девети клас и не получава религиозно образование. Преди да се премести в Русия работи в мебелна фабрика в града.[83]
- Шамсидин Фаридуни, роден на 17 септември 1998 г. (25 г.), родом от Таджикистан, е официално нает във фабрика в Подолск и е регистриран в Красногорск. Преди да се премести в Русия, той работи в пекарна в Хисар и преди това е бил в затвора в Таджикистан за сексуален тормоз, преди да бъде освободен през 2020 г.[84][85] Той заявява, че с него се е свързал „турски проповедник“ в Telegram, който обещал да му плати 10 500 долара за убийството на няколко души. Той се жени през 2022 г. и оставя осеммесечен син. Фаридуни притежава акаунти в социалните медии под името Абдуло Заргаров и Абу Абдуло Заргар, където публикува свои снимки в Истанбул и близо до джамията Фатих в града.[86]
- Мухамадсобир Закирьонович Фаизов, роден на 20 май 2004 г. (19 г.), е в инвалидна количка. Преди това работи в бръснарница в Иваново, Фаизов е временно безработен и регистриран в този град. Майка му описва, че му липсва религиозно образование, че не се моли редовно и е планирал да учи в чужбина в Китай.[87] Фаизов публикува рисунка на знаме на ИДИЛ на страницата си във VKontakte през 2016 г., когато е на дванадесет години.[88]

### Заподозрени съзаклятници
- Аминчон Исроилович Исломов и Диловар Исроилович Исломов, и баща им Исроил Ибрахимович Исломов,[89] живеещи в Тверска област. Диловар е идентифициран от Novaya Gazeta Europe като предишния собственик на колата за бягството, използвана от извършителите, въпреки че той не е назован от публикацията.[90] Диловар казва, че е продал колата седмица преди нападението и изразява шок, че я е видял на местопрестъплението. Роднина твърди, че Диловор и друг роднина са информирали полицията за инцидента. Според Mediazona Аминшон отрича участие в нападението в съда. Според Readovka едно от тези лица е руски гражданин.
- Алишер Хатамович Касимов,[91] 32-годишен руски гражданин, роден в Киргизстан. Той признава, че е дал под наем апартамента си в Московска област на през уебсайта Avito.ru на четиримата заподозрени нападатели.

## Отговорност за нападението
Ислямска държава – Провинция Хорасан поема отговорност за атаката малко след това в изявление, публикувано чрез Telegram от свързаната с тях агенция Amaq News Agency, заявявайки, че нападателите са се „оттеглили в своите бази безопасно“. Групата е регионален клон на Ислямска държава и е активна в Южна и Централна Азия, предимно в Афганистан. Американски служители твърдят, че разполагат с разузнавателна информация, която показва, че атаката е планирана срещу Москва.
На 23 март ИДИЛ публикува снимки на нападателите и пълен доклад за нападението. По-късно същия ден свързаната с ИДИЛ новинарска агенция Amaq публикува видеозапис с дължина минута и половина на нападението, заснето от един от нападателите. На него се вижда как нападател с автомат стреля по жертви, а друг прерязва гърлото на жертва с нож; мъжът, който снима, рецитира такбир, възхвалявайки Бог и заявявайки, че неверниците ще бъдат победени.
Американските служби заявяват, че тяхното разузнаване разкрива, че ИДИЛ е действала сама в атаката. Френският президент Еманюел Макрон заявява, че френското разузнаване е установило, че „организация на Ислямска държава е организирала атаката и я е извършила“, и предлага да помогне на руснаците да разследват. На 25 март Путин признава, че нападението е извършено от „радикални ислямисти“, но и предполага, че Украйна по някакъв начин е замесена.

## Последици
Въпреки полицейския кордон, минувачите отдават почит пред „Крокус Сити Хол след“ атаката, докато рекламните билбордове в Москва са с паметни плакати, показващи свещ и съобщението Скорбим („Скърбим“). Тежката техника започва да разчиства отломки и конструкции на мястото на инцидента на 24 март. Импровизирани мемориали за жертвите на нападението също са издигнати в градове в цяла Русия. На 25 март три търговски центъра, принадлежащи на компанията Crocus International на Арас Агаларов, компанията, която управлява „Крокус Сити Хол“, са затворени за неопределено време.
В обръщение към нацията на 23 март президентът Путин обявява, че 24 март ще бъде ден на национален траур за жертвите на нападението и обещава да накаже виновниците. Путин обявява също, че всички нападатели са задържани и твърди, че са се опитвали да влязат в Украйна с помощта на неизвестни лица от украинската страна. Въпреки това, на 26 март президентът на Беларус Лукашенко заявява, че нападателите първо са се опитали да избягат в Беларус, но не са успели, тъй като охраната на границата е засилена след нападението.
Кметът на Москва Сергей Собянин отменя всички събития през уикенда в града и мерките за сигурност са затегнати на летищата и гарите, обслужващи града, както и в московското метро. Руското министерство на културата по-късно отменя събития в цялата страна. В Санкт Петербург търговските центрове са затворени, а Ленинградска област е поставена в режим на повишена готовност. Най-малко 5000 души даряват кръв за жертвите в кръвния център „Гаврилов“ в Москва, най-голямото съоръжение за кръвопреливане в страната, и други медицински заведения. Сбербанк, Совкомбанк и Домашна банка обещават да уредят кредити и да облекчат дълговете на семействата на клиенти, които са убити или ранени при нападението.
За усилията си да спаси стотици посетители на концерти, 15-годишният Ислам Халилов е награден с медала на руските мюсюлмани „За заслуги“ от Руския съвет на мюфтиите и получава 1 милион рубли от рапъра Моргенштерн. Семейството му са мюсюлмански имигранти от Киргизстан.
Приятелски футболен мач между Русия и Парагвай, насрочен за 25 март на ВТБ Арена в Москва е отложен за неопределено време поради атаката.

## Отговор на Русия
Путин пожелава на ранените при атаката бързо възстановяване и хвали лекарите, участващи при лечението на пострадалите. Премиерът Михаил Мишустин заявява, че „извършителите ще бъдат наказани. Те не заслужават милост.“ Говорител на патриарх Кирил Московски на Руската православна църква казва, че той „се моли за мир на душите на мъртвите“.
Говорителят на Министерството на външните работи Мария Захарова призовава международната общност да осъди атаката, която тя нарича „чудовищно престъпление“.
Чеченският лидер Рамзан Кадиров публикува изявление, осъждащо акта, както и Юлия Навалная, вдовицата на опозиционера Алексей Навални. Сътрудникът на Навални Иван Жданов разкритикува руските служби за сигурност за тяхната „катастрофална некомпетентност“ и ФСБ за това, че са „заети с всичко, освен с преките си отговорности – да убиват политическите си опоненти, да шпионират граждани и да преследват хора, които са против войната“. Друг сътрудник, Леонид Волков казва, че ФСБ „не може да върши единствената работа, която наистина трябва да върши: да предотврати истинска, кошмарна терористична атака“. Олигархът в изгнание и критикът на Путин Михаил Ходорковски заявява, че атаката показва „безсилието“ на апарата за сигурност на Кремъл. Главният редактор на Новая газета Европа, Кирил Мартинов критикува Путин, че отхвърля предупрежденията на западното разузнаване и фокусира ресурсите върху „ЛГБТ екстремистите“ и Украйна, вместо да се предпази от „реални заплахи“.
Опозиционни активисти и правозащитни групи също разкритикуват изтезанията, на които са подложени заподозрените в нападението. Комисарят по правата на човека на Русия Татяна Москалкова също заявява, че е „абсолютно недопустимо да се прилагат изтезания срещу задържани и обвиняеми“ и, че „всички процесуални оперативни действия трябва да се извършват в съответствие със закона“.
Висши партийци от Единна Русия призовават за връщане на смъртното наказание в Русия.

### Международни
Посолството на Съединените американски щати в Москва изразява „искрени съболезнования на руския народ“, като същевременно посъветва своите граждани да избягват района, тъй като те са „силно ограничени“ в способността си да помагат на гражданите на САЩ поради ограниченията, наложени на американския персонал да пътува в Русия. Британското посолство в Москва осъжда атаката и изразява своите „искрени съболезнования на роднините и близките на тези, които са ранени и убити в днешните събития.“ Испанското посолство в Москва осъжда атаката, като изразява своите мисли и солидарност със засегнатите и сваля знамето си наполовина.
В бастиона на ИДИЛ Афганистан, където управляващите талибани са нападнати от ИДИЛ само ден по-рано, Министерството на външните работи нарича атаката в Русия „явно нарушение на всички човешки стандарти“ и призовава съседните страни да сътрудничат „срещу такива инциденти, насочени към регионална дестабилизация“. Правителствата на много страни осъждат нападението и изразяват своите съболезнования на руския народ и семействата на жертвите. В много нации, включително Армения, Азербайджан и Казахстан са положени цветя пред руските посолства в памет на жертвите на нападението. Таджикистан също предупреждава срещу „фалшива информация“ за предполагаемата роля на таджикски граждани в атаката. Генералният секретар на ООН Антониу Гутериш, Европейският съюз, Организацията на Северноатлантическия пакт и Муса Факи, председателят на Комисията на Африканския съюз също осъждат нападението и изразяват съболезнования. Атаката е осъдена и от Хизбула и Хамас.
На 24 март френското правителство повишава нивото на тревога за сигурността до най-високото, като премиерът Габриел Атал посочва атентата като една от причините.